# Caterina e le sue figlie
(Il finale del Romanzo "Caterina e le sue figlie" di Enzo Parisi)
Caterina e le sue figlie è una serie televisiva italiana trasmessa su Canale 5 per tre stagioni: la prima dal 4 al 18 dicembre 2005, la seconda dal 9 settembre al 1º ottobre 2007 e la terza dal 13 gennaio al 3 marzo 2010. La protagonista delle tre stagioni è Caterina Foresi, cui dà il volto l'attrice Virna Lisi, che abbandonata dal marito con tre figlie da crescere, si dimostra una donna tenace e capace di aiutarle nei loro problemi quotidiani e sentimentali.

## Trama

### Prima stagione
Caterina Foresi nel giorno di Natale viene abbandonata insieme alle sue tre figlie Adele, Agostina e Carlotta dal marito Enzo Parisi che scompare lasciandole con una lettera. Dopo aver passato la vita a crescere le tre figlie da sola e senza pensare a se stessa, Caterina si trasferisce ad Anfri e comincia a lavorare come postina. Qui conosce il bel farmacista Attilio Pensiero di cui si innamora follemente e con cui inizia una relazione sentimentale che tiene però nascosta alle tre figlie. Quando la donna crede di poter vivere a pieno la sua relazione, si trova a dover aiutare le figlie nel pieno dei loro guai. Adele, la più grande, è una donna algida e cinica che non ha tempo per l'amore e a causa del flirt di una notte rimane incinta di un commesso alberghiero cubano, l'aspettare un figlio la fa cambiare profondamente e la fa diventare una donna dolce e passionale. Agostina, la mezzana, è una donna che si è lasciata andare e vive per curare i suoi bambini Leonardo e Rebecca mentre il marito, il notaio Ettore Rosai, la tradisce con la più piccola delle tre sorelle, Carlotta.
Quest'ultima è una studentessa universitaria che cerca di sfondare nel mondo dello spettacolo ma viene importunata da molti registi che vorrebbero avere una relazione con lei. Quando Agostina scopre che l'amante di Ettore è proprio Carlotta, la ragazza tenta il suicidio e questo ennesimo problema divide ulteriormente Caterina ed Attilio. Liliana, la migliore amica di Caterina, accorre in suo aiuto e cerca di convincere il farmacista a non demordere con la bella Foresi. Per far svegliare dal coma Carlotta, Caterina, cerca di contattare il marito Enzo e proprio in questo modo, scopre che l'uomo è morto qualche tempo prima in Inghilterra. La scoperta sconvolge le donne Parisi che scoprono anche che l'uomo ha avuto un altro figlio da una donna inglese. Carlotta nel frattempo si risveglia grazie all'avvenuto perdono dalla sorella Agostina. Adele partorisce la figlioletta cui dà il nome della madre, mentre Caterina, con l'aiuto di Liliana e delle tre figlie, può finalmente amare liberamente Attilio.

### Seconda stagione
La serie si apre con il matrimonio tra Caterina e Attilio a cui partecipano oltre alle tre figlie della donna, l'amica del cuore Liliana con il marito Vincenzo e la sorella di Attilio, Renata. Quando i due neo sposini sperano di partire per il tanto sospirato viaggio di nozze, Adele lascia loro la piccola Caterina perché deve andare per lavoro negli Stati Uniti. Nel frattempo Agostina, che ha fatto pace con il marito Ettore, vuole tornare a lavorare e incrocia nel suo cammino la capoufficio Cetty Saponero con la quale rientra nel mondo del lavoro. Carlotta nel frattempo ha incontrato un giovane pittore, Pietro, di cui si è innamorata ma con cui non può stare a causa della madre di lui, Ines, che mostra per il figlio un amore morboso e innaturale. Anche Liliana ha i suoi problemi: ha scoperto che il figlio Enrico è omosessuale ed ha una relazione con un ragazzo spagnolo di nome Pablo ed è rimasta vedova dopo la morte del marito Vincenzo.
Mentre la società di Cetty Saponero fallisce, il matrimonio tra Caterina ed Attilio entra in crisi a causa delle bugie di Eleonora che dice di essere stata l'amante del farmacista. La sorella dell'uomo, Renata, ha problemi di sovrappeso e viene ripetutamente tradita dal marito. Caterina, aiutata da Liliana, comincia a produrre per amici e familiari sotto aceti e marmellate. L'intuito di Cetty e Agostina porta la produzione di famiglia a diventare una produzione industriale nell'azienda "Le Golosette - La vedova del Maresciallo". La serie si conclude con il matrimonio tra Carlotta e Pietro in cui si scopre che Eleonora non è incinta di Attilio, ma di Pablo che non è gay ma bisessuale.

### Terza stagione
Caterina insieme alle sue socie Liliana e Cetty inaugura l'azienda "Le Golosette - La vedova del Maresciallo". Dopo che ha affidato momentaneamente l'azienda alle tre figlie, parte per Cuba con Attilio per il viaggio di nozze che tanto aspettavano i due coniugi. Durante una gita in barca viene contattata dalle tre figlie nel pieno di una lite e per riuscire a parlare in modo tranquillo al cellulare cade in mezzo al mare e scompare misteriosamente. Dopo un anno Adele, Agostina e Carlotta si incontrano per firmare i documenti grazie a cui ottengono il 50% delle azioni dell'azienda. Le tre donne sono decise a vendere l'azienda perché ognuna di loro vuole vivere a pieno la propria vita e non sono interessate alla gestione dell'industria. Nonostante l'opposizione di Cetty, la "Vedova" sembra essere destinata a cambiare gestione.
Mentre la Saponero a causa di un mancato controllo del suo istinto, viene affidata per due mesi ai servizi sociali, Agostina e Liliana partono per Cuba convinte che Caterina sia ancora viva. Proprio a Cuba la ritrovano e scoprono che ha perso la memoria ed è trattenuta illegalmente da un pizzaiolo napoletano che la tratta da serva. Mentre Caterina viene salvata, in azienda arriva Michele Malimberti il manager che sostituirà Cetty durante la sua assenza. L'uomo è deciso a far vendere l'azienda e per convincere le Parisi, diventa l'amante sia di Adele che di Carlotta. Caterina, che finge di essere smemorata, deve salvare l'azienda e le sue figlie da Malimberti, ma deve anche fare i conti con Maria Isgrò la nuova farmacista che è disposta a tutto pur di stare con Attilio...

## Episodi
| Stagione         | Episodi | Prima TV |
| ---------------- | ------- | -------- |
| Prima stagione   | 4       | 2005     |
| Seconda stagione | 6       | 2007     |
| Terza stagione   | 8       | 2010     |

## Sigla e titolo
Le musiche sono composte dal musicista Savio Riccardi e la sigla è strutturata da disegni di animali, cuori o elementi naturali. La gatta e le sue tre gattine, rappresentano Caterina e le tre figlie; il gatto con il papillon rappresenta Ettore; mentre il gatto addormentato sul televisore rappresenta Attilio.
Il titolo è dato dal romanzo che Enzo Parisi, il primo marito di Caterina, compone prima di morire e in cui dà la spiegazione di molti suoi comportamenti nei confronti delle figlie e della moglie.

## Interpreti e personaggi
- Caterina Esperia Siria Foresi (interpretata da Virna Lisi) è la protagonista della serie. Viene abbandonata insieme alle tre figlie Adele, Agostina e Carlotta il giorno di Natale e così deve crescere le sue tre bambine da sola. Quando le figlie sono grandi si sente pronta ad amare il bel farmacista di Anfri, Attilio Pensiero, ma le sue figlie hanno ancora bisogno di lei. Si risposa con Attilio e vive la sua romantica storia d'amore con l'uomo. (Serie 1-3)
- Adele Parisi (interpretata da Alessandra Martines) è la figlia più grande di Caterina. Appare cinica, spregiudicata e disposta a tutto per eccellere nel lavoro da manager che ha. Il suo compagno si allontana da lei per l'eccesso rigore professionale e lei si lascia andare a passioni occasionali. Nella prima serie rimane incinta e abbandonata dal padre della figlia, diventa mamma della piccola Caterina. Trasferitasi a New York, ritorna dopo il matrimonio di sua sorella Carlotta. Nella terza serie si sposa con il Conte Francesco Pigna. (Serie 1-2 ricorrente-3)
- Agostina Parisi (interpretata da Valeria Milillo) è la secondogenita di Caterina, pasticciona ed irrequieta. Sposata con un notaio da cui ha avuto due figli, vive in un mondo tutto suo rimanendo relegata nella sua casa incosciente di ciò che le accade attorno. Nella prima serie lascia il marito che l'aveva tradita con sua sorella Carlotta, e va a vivere nell'appartamento della madre a Roma. Lì conosce un giovane ragazzo con il quale intrattiene una notte di passione. Nella seconda serie, decide di rimettersi a lavorare e dopo una serie di avvenimenti insieme alla madre e a Cetty Saponero fonda un'azienda di prodotti alimentari. Diventata nonna del piccolo Jonas, Agostina ritorna con il suo ex marito Ettore dopo una breve ed ennesima crisi con quest'ultimo.(Serie 1-3)
- Carlotta Parisi (interpretata da Sarah Felberbaum) è la figlia più piccola di Caterina nonché la testimone principale dell'abbandono del padre Enzo. Diventata maggiorenne fa credere ai suoi familiari di studiare all'università, quando invece cerca di sfondare nel mondo dello spettacolo e per questo riceve le avance di molti registi e produttori. È l'amante di Ettore, il marito della sorella Agostina, e quando la storia viene a galla si rifugia in se stessa tanto da cercare di suicidarsi. Si innamorerà di un pittore e alla fine diverrà comproprietaria con le sorelle dell'azienda di famiglia. Nella seconda serie sposa Pietro, un ricco imprenditore, e si trasferisce nella sua tenuta a Roma. Nella terza serie intrattiene per un po' una relazione con Michele Malimberti, decidendo poi di recarsi a Roma per ritornare con suo marito dal quale si era separata. Da Parigi però ritorna con la sua nuova fiamma, un ragazzo di colore. (Serie 1-3)
- Concetta "Cetty" Melita Saponero (interpretata da Giuliana De Sio) è la capoufficio di Agostina. Esuberante e simpatica, Cetty è anche spregiudicata e desiderosa di potere, ha una relazione extraconiugale con un giornalista che la coinvolge non poco. Il tradimento di una sua assistente distrugge la sua azienda e la porta al fallimento. L'incontro con Caterina e le sorelle Parisi sarà per lei di grande aiuto. (Serie 2-3)
- Attilio Furio Adelmo Pensiero (interpretato da Ray Lovelock) è il bel farmacista di Anfri. Rimane invaghito della bella Caterina e di lei ben presto si innamora. Dopo essersi sposati continueranno ad avere qualche crisi a causa dell'irruenza nella loro vita delle tre figlie della donna. Quando finalmente riusciranno a partire per il viaggio di nozze, Caterina scomparirà e verrà data per morta. Tornato in Italia, Attilio trova la pace con la farmacista Maria Isgrò. (Serie 1-3)
- Ettore Rosai (interpretato da Alessandro Benvenuti) è il marito di Agostina. Notaio e uomo di legge incallito, ha una relazione extraconiugale con Carlotta, ma fondamentalmente ama profondamente la moglie. Nella terza serie ha una crisi di mezz'età. (Serie 1-3)
- Liliana (interpretata da Iva Zanicchi) è la fedele amica e confidente di Caterina. Vivono nello stesso paese e sono le due donne più sincere. Liliana è sposata con il Maresciallo dei Carabinieri ed ha un figlio omosessuale: Enrico. Da sempre sogna che il figlio sposi una delle figlie di Caterina, la scoperta della sua omosessualità per lei sarà abbastanza sconvolgente ma la accetterà con orgoglio. Grazie all'aiuto di Liliana, Caterina fonderà la sua azienda. (Serie 1-3)
- Vincenzo (interpretato da Giacomo Piperno) è il marito di Liliana ed è il Maresciallo dei Carabinieri di Anfri. è il primo a capire che suo figlio Enrico è omosessuale e cerca di aiutarlo in tutto i modo a farlo capire anche a Liliana senza successo. Muore per un infarto la prima notte di nozze di suo figlio mentre era con sua moglie sconvolgendo Liliana. (Serie 1-2)

## Personaggi ricorrenti
- Renata Pensiero (interpretata da Nancy Brilli) è la sorella minore di Attilio. È un'ingenua e infelice donna di casa sposata con Fefè (Raffaele); che la trascura e la tradisce con Rossella, la sua segretaria, sbeffeggiandola per il suo aspetto fisico poco curato e per i suoi chili di troppo, Renata infatti, sfoga la sua frustrazione mangiando di continuo, ed è quindi notevolmente in sovrappeso. Decisa a cambiare, Renata rinasce come donna sia interiormente che esternamente e supera finalmente la sua incapacità di voltare pagina ad un matrimonio finito tornando a sognare tra le braccia del suo personal trainer. (Serie 2)
- Ines (interpretata da Carol Alt) è la possessiva ed ossessiva madre di Pietro, il giovane pittore di cui Carlotta si innamora. Dopo essere stata abbandonata dal marito è crollata in una terribile crisi nevrotica che la rende follemente e crudelmente decisa ad impedire al figlio di fare l'artista e rinchiudenderlo nell'azienda di famiglia. L'arrivo nella vita di Pietro di Carlotta la sconvolge e le fa nascere un crescente odio nei confronti della ragazza. (serie 2)
- Pietro (interpretato da Marco Bocci) è un ragazzo dalle grandiose capacità artistiche. Rampollo di una ricca famiglia proprietaria terriera non accetta l'idea di lavorare nella sua azienda con la madre Ines e cerca in ogni modo di raggiungere la grandezza nella pittura. L'incontro con Carlotta gli sconvolge la vita e gli fa conoscere l'amore vero. (serie 2)
- Morena (interpretata da Manuela Arcuri) è la protagonista della telenovela Morena La Spaccacuori, serie preferita da Agostina, la quale si immagina Morena in diverse situazioni. Ogni volta che Agostina sogna o immagina di vedere nella realtà Morena riceve preziosi consigli o veritieri avvertimenti sulla sua vita reale. (serie 2-3)
- Romano (interpretato da Roberto Farnesi) è un giornalista che riesce ad avere successo grazie alle notizie che riceve dall'amante Cetty Saponero. Romano cerca di costruire la sua fortuna e di sfondare a livello nazionale servendosi delle dritte fornitegli dalla Saponero che ingenuamente crede che lui la ami. (serie 2)
- Giuseppina "Pina" Benservito (interpretata da Valentina Persia) era l'assistente di Cetty Saponero quando lavorava ancora come PR, quando la sua società fallisce a causa dell'amante questa è la prima ad andarsene con la lista di tutti clienti che aveva diffamato. Torna anni dopo come intermediaria della Food International con il piano di svendere la società, finendo col ricevere da Cetty un piatto in piena faccia che le spacca i denti, azione per il quale la condanna a due mesi di sospensione dall'azienda. Per riuscire nel suo piano corrompe il manager Michele Malimberti arrivando persino a mettere la salmonella nei prodotti della Parisi. Quando Malimberti viene smascherato sembra che lei sia fuori dai guai ma Cetty riesci a trovare il messaggio che si erano scambiati facendola arrestare, per la gioia di Cetty. (serie 2-3)
- Alvaro Dal Puozzo (interpretato da Stefano Santospago) è il marito e il collaboratore lavorativo di Cetty Saponero. Uomo buono e con grandi valori, supporta la moglie, nonostante i suoi tradimenti, nel momento peggiore della sua vita. (serie 2-3)
- Eufemia ed Epifania Monturchio (interpretate da Clara Bindi e Annamaria Torniai) sono le due comari di Anfri. Siedono quotidianamente fuori dalla Farmacia di Attilio e cercano di intromettersi, puntualmente, nella vita privata di Caterina e della sua famiglia. (serie 2-3)
- Eleonora Gatti (interpretata da Eva Grimaldi) è una bella ed avvenente donna che giunge ad Anfri per aprire una boutique di moda. A causa dei suoi forti debiti tenta di adescare uomini ricchi che possano supportarla economicamente. Si invaghisce di Attilio e cerca in ogni modo di dividerlo dall'amata Caterina. Finge anche di essere incinta del farmacista. Smascherata da Renata, Eleonora confessa di essere rimasta incinta di Pablo, il compagno gay del figlio di Liliana, Enrico. Torna nella terza stagione con una bambina di nome Jasmine che Pablo riconosce come sua figlia e a cui si affezione. Molto sfortunata sia con gli uomini che con il lavoro sebbene per un periodo lei e Pablo lascino Anfri assieme a Jasmine a causa della loro passata relazione sapendo quanto lui a me Enrico torna il giorno del matrimonio per impedire al giovane di fare uno sbaglio. (serie 2-3)
- Francesco Pigna (interpretato da Francesco Testi) è un nobile che possiede molti ettari di terra attorno all'azienda di Caterina e Cetty. Si innamora di Adele a prima vista e per conquistarla decide di fingersi un volgare fattore che parla in dialetto romano e che perseguita la cinica Parisi. Alla fine riuscirà nel suo scopo ed Adele si innamorerà follemente di lui. La terza serie si conclude con il matrimonio tra lui e la primogenita delle sorelle Parisi. (Serie 3)
- Michele Malimberti (interpretato da Brando Giorgi) è un manager di successo che arriva nell'azienda di famiglia per sostituire Cetty Saponero durante la sua presenza obbligata ai servizi sociali. Inizialmente è ben disposto a sostenere la ditta delle Parisi ma successivamente si vende ai competitors, per pagare i suoi debiti di gioco, e cerca di danneggiare l'attività riuscendo ad ingannare al contempo Carlotta ed Adele. L'intervento di Caterina riuscirà a fermarlo. (serie 3)
- Luciano Poggi (interpretato da Sergio Múñiz) è il professore di Rebecca, idolo di tutte le studentesse e della professoressa Dominici, ed ex fidanzato di Agostina. Rivedendo l'amore di dei tempi dell'università se ne re-innamora e cerca di conquistarla. (serie 3)
- Maria Isgrò (interpretata da Ángela Molina) è la nuova compagna di Attilio dopo la presunta "morte" di Caterina. Al ritorno di Caterina fa di tutto per ostacolarla perché certa che lei non possa capire cosa significa essere lasciata per un'altra donna e invece trova in lei un'amica e una confidente. (serie 3)
- Evarista (interpretata da Eugenia Costantini) è la nipote di Eufemia e Epifania e un'amica d'infanzia di Enrico. Si trasferisce ad Anfri preoccuparsi delle zie che nomandola loro erede sperano che si sposi e dia loro un nipotino, ma la verità è che Evarista è lesbica ed ha una relazione segreta con la barista Marcella. Per evitare che l'hai ce lo scoprono tutte le sere nelle loro tisane mette un narcotico per farli dormire per poi rientrare in casa il mattino presto finché non viene scoperta e per non deluderle rompe con la sua ragazza e chiede ad Enrico di sposarla; ma proprio quando stanno per sposarsi Pablo ritorno dalla Spagna e dichiara di amarlo allora lei trova il coraggio di dichiarare il suo amore a Marcella e mettere in chiaro le cose con le zie e che dell'eredità non le importa niente. (serie 3)
- Marcella (interpretata da Rebecca Autorino) è la barista del piccolo bar di Anfri. Fin dall'arrivo di Evarista tra le due iniziano a frequentarsi di nascosto uscendo tutte le sere. Quando Evarista la lascia per sposare Enrico racconta tutto a Liliana e grazie al suo aiuto riesce a tornare insieme alla donna che ama. (serie 3)